# Levet

Levet este o comună în departamentul Cher, Franța. În 1 ianuarie 2022 avea o populație de 1.367 de locuitori.